# داروين إيسبينال
داروين إيسبينال (بالإسبانية: Darwin Espinal)‏ (16 يناير 1995 بتيغوسيغالبا في هندوراس - ) هو لاعب كرة قدم هندوراسي في مركز الهجوم. شارك مع منتخب هندوراس تحت 23 سنة لكرة القدم. أما مع النوادي، فقد لعب مع Tampa Bay Rowdies ‏.

## وصلات خارجية
- داروين إيسبينال على موقع قاعدة بيانات كرة القدم.إي يو (الإنجليزية)
- داروين إيسبينال على موقع أوليمبيديا (الإنجليزية)